# Официальная таблица падений
«Официальная таблица падений» (англ. Official Table of Drops) — справочное издание Хоум-офиса Великобритании по оптимальной высоте, с которой тело человека, осуждённого на смертную казнь, должно упасть при повешении.
В 1870-х годах британские палачи начали осваивать новую технику смертной казни — повешение с падением с большой высоты, при котором висельная петля разрывала шейные позвонки, что приводило к мгновенной потере сознания и безболезненной смерти. Однако этот метод повешения требовал точного расчёта высоты падения: согласно медикам того времени, для перелома позвонков требовалась сила 5600 Н (1260 фунтов-силы). При слишком коротком падении петля серьёзно повреждала лицо, голову, шею, но позвонки не переламывались, человек оставался в сознании и был обречён на мучительную смерть. При слишком длинном падении могло произойти полное отделение головы от тела.
Для избежания подобных инцидентов, в 1886 году была назначена комиссия по расследованию неудачных повешений. Результатом работы комиссии стала «официальная таблица падений», опубликованная в 1892 году. В 1913 году была издана обновлённая редакция таблицы. В Великобритании смертная казнь отменена с 1965 года, но британская таблица 1913 года до сих пор используется в Сингапуре.

## Таблица
Цифры приведены согласно данным Capital Punishment UK.
| Вес осуждённого (с одеждой) | Вес осуждённого (с одеждой) | Высота падения: 1892 г. | Высота падения: 1892 г. | Высота падения: 1913 г. | Высота падения: 1913 г. |
| кг                          | фунт.                       | м                       | фут. / дюйм.            | м                       | фут. / дюйм.            |
| --------------------------- | --------------------------- | ----------------------- | ----------------------- | ----------------------- | ----------------------- |
| ≤ 48                        | ≤ 105                       | 2,44                    | 8′ 0″                   | 2,59                    | 8′ 6″                   |
| 50                          | 110                         | 2,39                    | 7′ 10″                  | 2,59                    | 8′ 6″                   |
| 52                          | 115                         | 2,21                    | 7′ 3″                   | 2,59                    | 8′ 6″                   |
| 53                          | 118                         |                         |                         | 2,59                    | 8′ 6″                   |
| 54                          | 120                         | 2,13                    | 7′ 0″                   | 2,54                    | 8′ 4″                   |
| 57                          | 125                         | 2,06                    | 6′ 9″                   | 2,44                    | 8′ 0″                   |
| 59                          | 130                         | 1,96                    | 6′ 5″                   | 2,34                    | 7′ 8″                   |
| 61                          | 135                         | 1,88                    | 6′ 2″                   | 2,26                    | 7′ 5″                   |
| 64                          | 140                         | 1,83                    | 6′ 0″                   | 2,18                    | 7′ 2″                   |
| 66                          | 145                         | 1,75                    | 5′ 9″                   | 2,11                    | 6′ 11″                  |
| 68                          | 150                         | 1,70                    | 5′ 7″                   | 2,03                    | 6′ 8″                   |
| 70                          | 155                         | 1,65                    | 5′ 5″                   | 1,96                    | 6′ 5″                   |
| 73                          | 160                         | 1,60                    | 5′ 3″                   | 1,91                    | 6′ 3″                   |
| 75                          | 165                         | 1,55                    | 5′ 1″                   | 1,85                    | 6′ 1″                   |
| 77                          | 170                         | 1,50                    | 4′ 11″                  | 1,78                    | 5′ 10″                  |
| 79                          | 175                         | 1,45                    | 4′ 9″                   | 1,73                    | 5′ 8″                   |
| 82                          | 180                         | 1,42                    | 4′ 8″                   | 1,70                    | 5′ 7″                   |
| 84                          | 185                         | 1,40                    | 4′ 7″                   | 1,65                    | 5′ 5″                   |
| 86                          | 190                         | 1,35                    | 4′ 5″                   | 1,60                    | 5′ 3″                   |
| 88                          | 195                         | 1,32                    | 4′ 4″                   | 1,57                    | 5′ 2″                   |
| ≥ 91                        | ≥ 200                       | 1,27                    | 4′ 2″                   | 1,52                    | 5′ 0″                   |

Правила 1913 года допускали использование падения с другой высоты в зависимости от физического состояния шеи осуждённого.